# Brigadier Gerard (cheval)
Brigadier Gerard (1968-1989) est un cheval de course pur-sang anglais né en Angleterre, par Queen's Hussar et La Paiva, par Prince Chevalier. Membre du Hall of Fame des courses britanniques, il fut l'un des meilleurs et des plus populaires chevaux anglais. 

## Carrière de courses

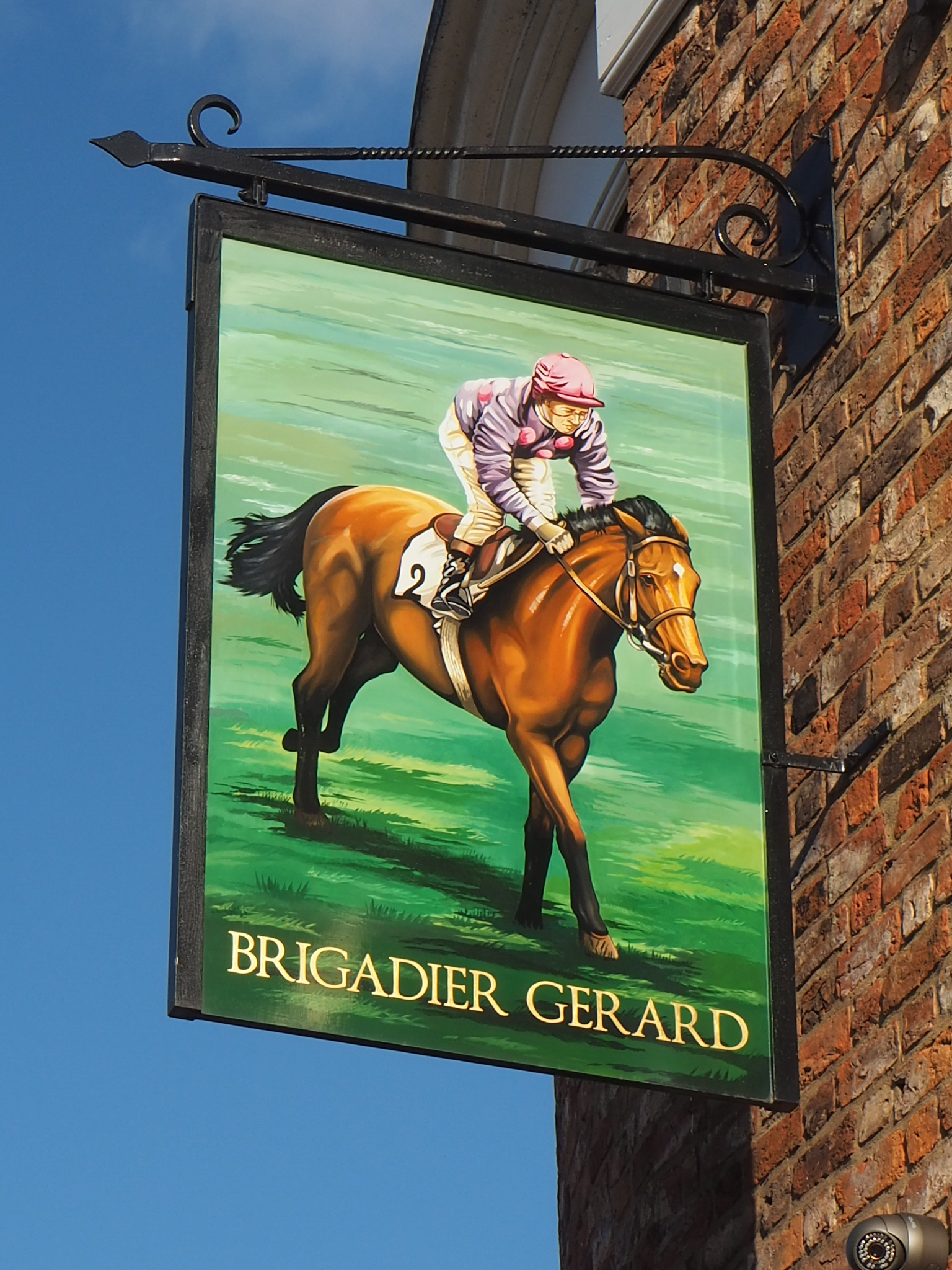
Le pub Brigadier Gerard à York, en Angleterre

Malgré ses origines modestes, Brigadier Gerard fut envoyé par son éleveur-propriétaire, John Hislop, chez le grand entraîneur Dick Hern. D'un très beau modèle, il ne tarda pas à se révéler dans une génération qui comptait dans ses rangs deux autres phénomène : Mill Reef et My Swallow. Débutant en juin de ses deux ans, il resta invaincu en 1970, alignant quatre victoires, dont les Middle Park Stakes. Pourtant, le verdict des échellistes internationaux le plaça en troisième position des classements de fin d'année, derrière My Swallow, invaincu, et Mill Reef, battu par ce dernier dans le Prix Robert Papin.
En 1971, sans course de rentrée, Brigadier Gerard devait affronter ces deux champions dans les 2000 Guinées : affaire de suprématie. L'explication eut bien lieu, les trois poulains se retrouvant seuls aux prises dans l'ultime ligne droite. Mais la lutte tourna court. Mill Reef et My Swallow firent illusion un instant, mais durent regarder passer Brigadier Gerard qui fila au poteau avec trois longueurs d'avance. En remportant brillamment cette course d'un niveau rarement atteint, le fils de Queen's Hussar était entré dans la légende. Malheureusement, Mill Reef n'aura jamais la possibilité de prendre sa revanche, si toutefois il en fut capable : l'entourage de Brigadier Gerard estima que son poulain ne tiendrait pas au-delà de 1 600 m, et décida de le cantonner au maximum sur cette distance. Les deux poulains n'allaient plus jamais se croiser sur un hippodrome.
Tandis que Mill Reef se couvrait de gloire en remportant le Derby, les Eclipse Stakes, les King George et finalement le Prix de l'Arc de Triomphe, Brigadier Gerard, lui, raflait toutes les grandes épreuves anglaises sur le mile : les St. James's Palace Stakes, les Sussex Stakes (par 5 longueurs), les Queen Elizabeth II Stakes, le Goodwood Mile (par 10 longueurs). S'aventurant sur les 2000 mètres des Champion Stakes, il dut en revanche batailler ferme pour s'imposer d'une courte tête devant l'irlandais Rarity. Néanmoins, il n'avait toujours pas connu la défaite, après 10 courses. Il fut naturellement élu meilleur miler de l'année, mais le titre de cheval de l'année lui échappa au profit de Mill Reef : il n'y avait qu'un fauteuil pour deux.
Maintenu à l'entraînement à 4 ans, Brigadier Gerard rentra victorieusement dans les Lockinge Stakes, et continua son incroyable série en s'imposant dans les Westbury Stakes, les Prince of Wales's Stakes (où il écrasa Steel Pulse, vainqueur de l'Irish Derby, par 5 longueurs). Puis sonna l'heure de la revanche avec Mill Reef. Elle devait avoir lieu dans les Eclipse Stakes, annoncées comme la course du siècle. Malheureusement, Mill Reef déclina la lutte, victime d'un virus. Comme s'il avait été déçu que le match fut ajourné, le "Brigadier" s'imposa presque laborieusement dans la course. Il lui fallait donc aller chercher son fuyant challenger sur son terrain : comme il avait manifestement gagné en tenue, il fut aligné dans les King George, première tentative sur la distance classique qui se solda par une victoire au courage, malgré une enquête sur de petits remous advenus dans la lutte finale, le cheval ayant légèrement versé sur sa droite. Gagner les King George avec des aptitudes de miler et devant un parterre de chevaux classiques reste un exploit hors du commun. Brigadier Gerard venait en outre de porter son total à 15 victoires en autant de sorties. 
Puis vint la Benson & Hedges Gold Cup, à son tour annoncée comme la course du siècle, Mill Reef étant déclaré partant. Mais, bis repetita, il s'abstint une nouvelle fois, toujours en proie à des soucis de santé. Pourtant, cette épreuve allait rester dans l'histoire, mais pour d'autres raisons : le "Brigadier" allait y connaître, pour la première fois de sa carrière, le goût de la défaite, terminant deuxième d'un Roberto brillamment monté par l'Américain Braulio Baeza, débarqué deux jours plus tôt en Europe, qui n'avait jamais monté sur un hippodrome non-américain et découvert son partenaire le matin même de la course. Le Derby-winner 1972, doué mais insaisissable, avait pourtant eu du mal à confirmer son sacre d'Epsom, mais ce jour-là il fit la course de sa vie, et pourrait à jamais se targuer d'être le seul cheval à avoir devancé le crack. La course s'était déroulée sans encombre, si ce n'est qu'elle fut disputée à un train d'enfer (les deux premiers abaissèrent le record de la piste), mais Joe Mercer, jockey de Brigadier Gerard, expliqua que son cheval était malade: "quand ils rentrèrent à l'écurie et que le cheval baissa la tête, il déversa du mucus. Il était malade, et il était encore capable de finir second du vainqueur du Derby, en lui rendant 12 livres".
Après ce coup de tonnerre complètement inattendu, Brigadier Gerard prouva que son prestige n'avait pas lieu d'être entamé. De retour sur le mile, il survola les Queen Elizabeth II Stakes, par 6 longueurs, record de la course à la clé. Sa dernière sortie eut lieu en fin de saison dans les Champion Stakes, où il s'offrit un doublé, dominant sans coup férir le Français Riverman. Ce sans-grade devenu légendaire fit ce jour-là ses adieux au public et se retira au haras, après 17 victoires en 18 courses. 
Fin 1972, alors qu'il avait évidemment été élu cheval de l'année, Timeform lui octroya un rating exceptionnel : 144, soit le troisième plus haut rating de l'histoire des courses, à égalité avec le vieux Tudor Minstrel (né en 1944), juste derrière Frankel (147) et Sea Bird (145), mais devant Mill Reef (141, le septième rating de l'histoire). En 2021, il est élu membre du Hall of Fame des courses britanniques, où il retrouve son vieux compère Mill Reef.

### Résumé de carrière
| Date         | Hippodrome  | Pays        | Course                                  | Statut      | Distance    | Jockey      | Place       | Écart       | Vainqueur ou deuxième |
| 1970, 2 ans  | 1970, 2 ans | 1970, 2 ans | 1970, 2 ans                             | 1970, 2 ans | 1970, 2 ans | 1970, 2 ans | 1970, 2 ans | 1970, 2 ans | 1970, 2 ans           |
| ------------ | ----------- | ----------- | --------------------------------------- | ----------- | ----------- | ----------- | ----------- | ----------- | --------------------- |
| 24 juin      | Newbury     | Royaume-Uni | Berkshire Stakes                        |             | 1 000 m     | J. Mercer   | 1er / 5     | 5           | Maisy Dotes           |
| 2 juillet    | Salisbury   | Royaume-Uni | Champagne Stakes                        |             | 1 200 m     | J. Mercer   | 1er / 10    | 4           | Gaston Again          |
| 15 août      | Newbury     | Royaume-Uni | Washington Singer Stakes                |             | 1 200 m     | J. Mercer   | 1er / 5     | 2           | Comedy Star           |
| 1er octobre  | Newmarket   | Royaume-Uni | Middle Park Stakes                      | Gr. 1       | 1 200 m     | J. Mercer   | 1er / 5     | 3           | Mummy's Pet           |
| 1971, 3 ans  |             |             |                                         |             |             |             |             |             |                       |
| 1er mai      | Newmarket   | Royaume-Uni | 2000 Guineas                            | Gr. 1       | 1 600 m     | J. Mercer   | 1er / 6     | 3           | Mill Reef             |
| 15 juin      | Ascot       | Royaume-Uni | St. James's Palace Stakes               | Gr. 2       | 1 600 m     | J. Mercer   | 1er / 4     | tête        | Sparkler              |
| 28 juillet   | Goodwood    | Royaume-Uni | Sussex Stakes                           | Gr. 1       | 1 600 m     | J. Mercer   | 1er / 5     | 5           | Faraway Son           |
| 28 août      | Goodwood    | Royaume-Uni | Goodwood Mile                           | Gr. 2       | 1 600 m     | J. Mercer   | 1er / 3     | 10          | Gold Rod              |
| 25 septembre | Ascot       | Royaume-Uni | Queen Elizabeth II Stakes               | Gr. 2       | 1 600 m     | J. Mercer   | 1er / 3     | 8           | Dictus                |
| 16 octobre   | Newmarket   | Royaume-Uni | Champion Stakes                         | Gr. 1       | 2 000 m     | J. Mercer   | 1er / 10    | cte tête    | Rarity                |
| 1972, 4 ans  |             |             |                                         |             |             |             |             |             |                       |
| 20 mai       | Newbury     | Royaume-Uni | Lockinge Stakes                         | Gr. 2       | 1 800 m     | J. Mercer   | 1er / 5     | 2 ½         | Grey Mirage           |
| 29 mai       | Sandown     | Royaume-Uni | Westbury Stakes                         | Gr. 3       | 1 800 m     | J. Mercer   | 1er / 5     | 1/2         | Ballyhot              |
| 20 juin      | Ascot       | Royaume-Uni | Prince of Wales's Stakes                | Gr. 2       | 1 800 m     | J. Mercer   | 1er / 7     | 5           | Steel Pulse           |
| 7 juillet    | Sandown     | Royaume-Uni | Eclipse Stakes                          | Gr. 1       | 2 000 m     | J. Mercer   | 1er / 6     | 1           | Gold Rod              |
| 22 juillet   | Ascot       | Royaume-Uni | King George VI & Queen Elizabeth II St. | Gr. 1       | 2 400 m     | J. Mercer   | 1er / 9     | 1 ½         | Parnell               |
| 15 août      | York        | Royaume-Uni | Benson & Hedges Gold Cup                | Gr. 1       | 2 080 m     | J. Mercer   | 2e / 5      | 3           | Roberto               |
| 23 septembre | Ascot       | Royaume-Uni | Queen Elizabeth II Stakes               | Gr. 2       | 1 600 m     | J. Mercer   | 1er / 4     | 6           | Sparkler              |
| 14 octobre   | Newmarket   | Royaume-Uni | Champion Stakes                         | Gr. 1       | 2 000 m     | J. Mercer   | 1er / 9     | 1 ½         | Riverman              |

## Au haras
Au haras, ses origines sans gloire ne lui permirent pas de briller, mais il sut tout de même donner les bons Vayrann (Champion Stakes) et Light Cavalry (St. Leger). Il eut peu d'influence au stud. Notons quand même que l'un de ses fils, l'honorable Comrade in Arms, engendra à son tour Celtic Arms (Prix du Jockey-Club, Prix Lupin, 3e du Grand Prix de Paris), et qu'il est le père de mère de Daralinsha (Prix Minerve) et surtout de sa sœur, la championne Daryaba (Prix de Diane, Prix Vermeille). La pérennité de son nom en lignée mâle pourrait cependant être assurée grâce à son fils General, ancêtre du crack American Pharoah et de Raven's Pass (Breeders' Cup Classic).

Brigadier Gerard est mort en 1989.

## Origines
On classe souvent Brigadier Gerard parmi ces roturiers célèbres qui ont réussi à s'imposer au plus haut niveau, là où règnent quasi exclusivement les représentants des lignées les plus prestigieuses. Il n'était toutefois pas issu de n'importe qui. S'il était, lui, de basse extraction et faisait la monte à £ 250 lorsqu'il a conçu Brigadier Gerard, son père Queen's Hussar, double lauréat de groupe 1 (Sussex Stakes, Lockinge Stakes) fut un miler de renom, qui n'eut certes pas une production homogène en qualité, mais parvint tout de même à se faire un nom au haras et ne mérite pas l'oubli dans lequel il est tombé depuis, puisque, outre Brigadier Gerard, il eut un autre rejeton de grand talent, Highclere. Appartenant à la Reine d'Angleterre, celle-ci fut l'une des meilleures pouliches de son temps, remportant les 1000 Guinées, le Prix de Diane, et terminant 2e des King George de Dahlia. Davantage que Brigadier Gerard, elle allait assurer la pérennité de son géniteur au haras, via deux de ses filles : la bonne Height of Fashion (par Bustino), lauréate des Princess of Wales's Stakes (Gr.2), et poulinière exceptionnelle, mère entre autres du crack Nashwan, et Burghclere (par Busted), deuxième mère du phénomène japonais Deep Impact. Côté maternel, le pedigree de Brigadier Gerard est de fait très quelconque, mais on note la présence comme cinquième mère de la grande championne du début du siècle Pretty Polly.

### Pedigree
| Origines de Brigadier Gerard (GB), mâle bai né en 1968 | Origines de Brigadier Gerard (GB), mâle bai né en 1968 | Origines de Brigadier Gerard (GB), mâle bai né en 1968 | Origines de Brigadier Gerard (GB), mâle bai né en 1968 |
| ------------------------------------------------------ | ------------------------------------------------------ | ------------------------------------------------------ | ------------------------------------------------------ |
| Père Queen's Hussar                                    | March Past                                             | Petition                                               | Fair Trial                                             |
| Père Queen's Hussar                                    | March Past                                             | Petition                                               | Art Paper                                              |
| Père Queen's Hussar                                    | March Past                                             | Marcelette                                             | William of Valence                                     |
| Père Queen's Hussar                                    | March Past                                             | Marcelette                                             | Permavon                                               |
| Père Queen's Hussar                                    | Jojo                                                   | Vilmorin                                               | Gold Bridge                                            |
| Père Queen's Hussar                                    | Jojo                                                   | Vilmorin                                               | Queen of the Meadows                                   |
| Père Queen's Hussar                                    | Jojo                                                   | Fairy Jane                                             | Fair Trial                                             |
| Père Queen's Hussar                                    | Jojo                                                   | Fairy Jane                                             | Light Tackle                                           |
| Mère La Paiva                                          | Prince Chevalier                                       | Prince Rose                                            | Rose Prince                                            |
| Mère La Paiva                                          | Prince Chevalier                                       | Prince Rose                                            | Indolence                                              |
| Mère La Paiva                                          | Prince Chevalier                                       | Chevalerie                                             | Abbot's Speed                                          |
| Mère La Paiva                                          | Prince Chevalier                                       | Chevalerie                                             | Kassala                                                |
| Mère La Paiva                                          | Brazen Molly                                           | Horus                                                  | Papyrus                                                |
| Mère La Paiva                                          | Brazen Molly                                           | Horus                                                  | Lady Peregrine                                         |
| Mère La Paiva                                          | Brazen Molly                                           | Molly Adare                                            | Phalaris                                               |
| Mère La Paiva                                          | Brazen Molly                                           | Molly Adare                                            | Molly Desmond (famille 14-c)                           |